# Andrychów (gmina)
Andrychów – gmina miejsko-wiejska w województwie małopolskim, w powiecie wadowickim. W latach 1975–1998 gmina położona była w województwie bielskim. Siedzibą władz gminy jest miasto Andrychów.
Według danych z 31 grudnia 2016 gminę zamieszkiwały 43 853 osoby.

## Położenie
Gmina Andrychów leży w zachodniej części województwa małopolskiego. Północna część gminy leży na terenie Pogórza Śląskiego, południowa w Beskidzie Małym. Gmina leży w dorzeczu rzeki Wieprzówki. Na jej terenie biegnie droga krajowa nr 52 (Kraków – Bielsko-Biała), droga nr 781 (do Żywca) oraz linia kolejowa (Bielsko-Biała – Kalwaria Zebrzydowska/Lanckorona).
Gmina Andrychów graniczy z gminami:
- od północy – Wieprz,
- od wschodu – Wadowice, Stryszawa
- od południa – Ślemień, Łękawica
- od zachodu – Porąbka, Kęty

## Klimat
Większa część gminy Andrychów leży w Beskidzie Małym. Klimat wyższych partii tych gór jest umiarkowany chłodny (średnia temperatura roczna: od +4 °C do +6 °C). W niższych partiach jest umiarkowany ciepły (średnia temperatura roczna: od +6 °C do +8 °C). Roczna suma opadów wynosi 1000 mm. Pokrywa śnieżna zalega średnio 105 dni (przy grubości ok. 50 cm). Beskid Mały charakteryzuje się zmiennymi warunkami pogodowymi. W okresie wiosennym i jesiennym wieją wiatry fenowe (nazywane lokalnie halnymi).
Północna część gminy leży na obszarze Pogórza Śląskiego. Klimat tutaj jest łagodniejszy: średnioroczna temperatura wynosi +9 °C, suma opadów 700 mm, okres zalegania pokrywy śnieżnej jest dwumiesięczny (grubość pokrywy nie przekracza 20–30 cm) .

## Podział administracyjny
W skład gminy Andrychów wchodzi miasto Andrychów oraz 7 miejscowości, w których gmina ustanowiła 8 sołectw:
- Brzezinka (sołectwo Brzezinka – Brzezinka Dolna, sołectwo Targanice – Brzezinka Górna),
- Inwałd (sołectwo Inwałd),
- Roczyny (sołectwo Roczyny z wyłączeniem Działów – w sołectwie Brzezinka),
- Rzyki (sołectwo Rzyki),
- Sułkowice (sołectwo Sułkowice-Bolęcina – Bolęcina, część Środka i Nawieśnica, sołectwo Sułkowice-Łęg – Łęg, Brzegi, część Środka)
- Targanice (sołectwo Targanice – Targanice Górne, sołectwo Brzezinka – Targanice Dolne, sołectwo Sułkowice-Łęg – część Targanic Dolnych od strony Andrychowa),
- Zagórnik (sołectwo Zagórnik).

Miejscowość bez statusu sołectwa: Groń.

## Struktura powierzchni
Według danych z roku 2002 gmina Andrychów ma obszar 100,6 km², w tym:
- użytki rolne: 48%
- użytki leśne: 40%

Gmina stanowi 15,58% powierzchni powiatu.

## Demografia
Struktura demograficzna mieszkańców gminy Andrychów wg danych z 31 grudnia 2007:

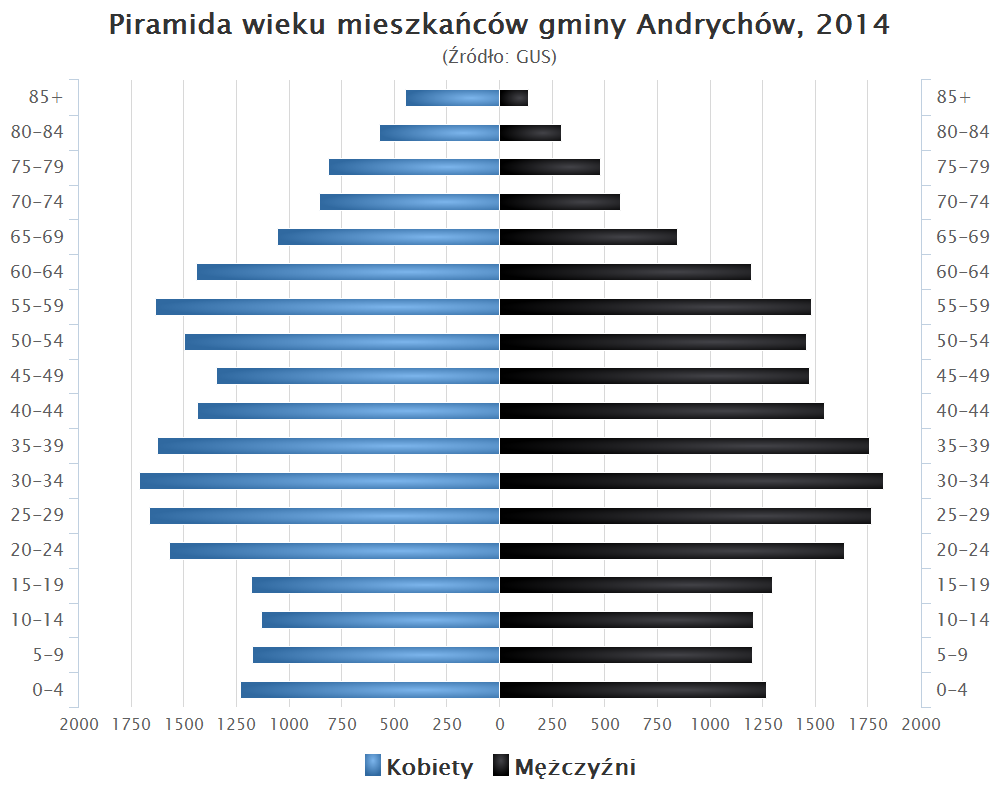
Piramida wieku mieszkańców gminy Andrychów w 2014 roku

| Opis                                | Ogółem | Ogółem | Kobiety | Kobiety | Mężczyźni | Mężczyźni |
| ----------------------------------- | ------ | ------ | ------- | ------- | --------- | --------- |
| Jednostka                           | osób   | %      | osób    | %       | osób      | %         |
| Populacja                           | 42 928 | 100    | 21 996  | 51,24   | 20 932    | 48,76     |
| Wiek przedprodukcyjny (0–17 lat)    | 9184   | 21,39  | 4472    | 10,42   | 4712      | 10,98     |
| Wiek produkcyjny (18–65 lat)        | 27 314 | 63,63  | 13 147  | 30,63   | 14 167    | 33        |
| Wiek poprodukcyjny (powyżej 65 lat) | 6430   | 14,98  | 4377    | 10,2    | 2053      | 4,78      |

## Religia
- Kościół rzymskokatolicki: 9 parafii
- Protestantyzm: (Kościół Zielonoświątkowy w RP, zbór); Kościół Adwentystów Dnia Siódmego (zbór)
- Świadkowie Jehowy: zbór[7]
- Zrzeszenie Wolnych Badaczy Pisma Świętego: zbór

## Gospodarka
Przemysł (jak zresztą większość podmiotów gospodarczych) w gminie skupia się głównie w Andrychowie będącym jednym z ważniejszych ośrodków przemysłowych w województwie małopolskim.
Na terenie Andrychowa znajdują się fabryki:
- Andrychowskie Zakłady Przemysłu Bawełnianego Andropol S.A. działające w przemyśle tekstylnym i włókienniczym
- Wytwórnia Silników Wysokoprężnych Andoria S.A. – produkcja silników
- Andrychowska Fabryka Maszyn S.A. – przemysł maszynowy (tokarki i wyspecjalizowane obrabiarki)

Inwestycje o charakterze turystycznym lokowane są głównie na terenie otaczających Andrychów wiosek.
W latach 2007–2008 na terenie gminy przeprowadzone liczne inwestycje infrastrukturalne (drogi, mosty, chodniki, kładki).

## Turystyka

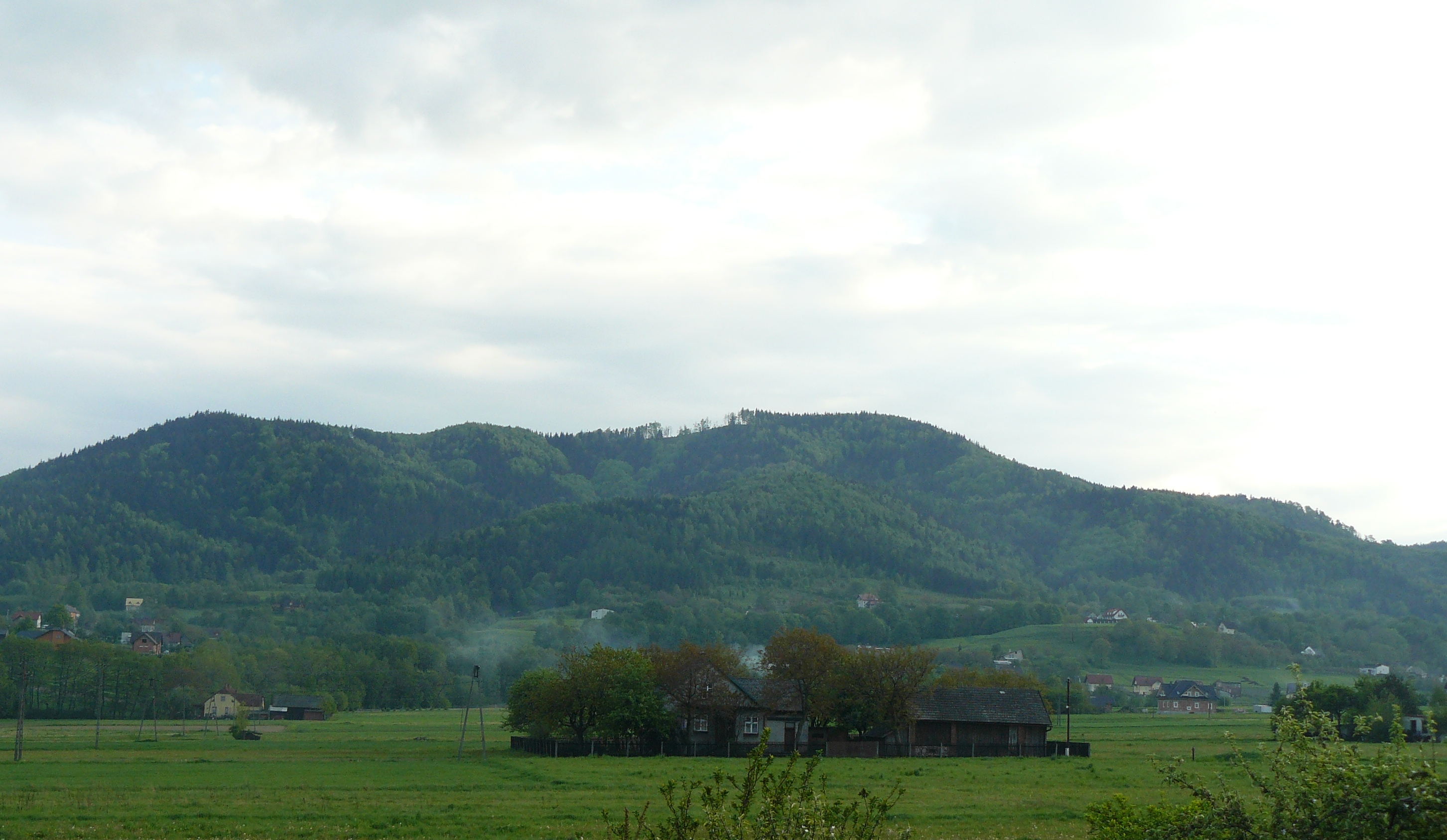
Widok z Roczyn na Złotą Górkę

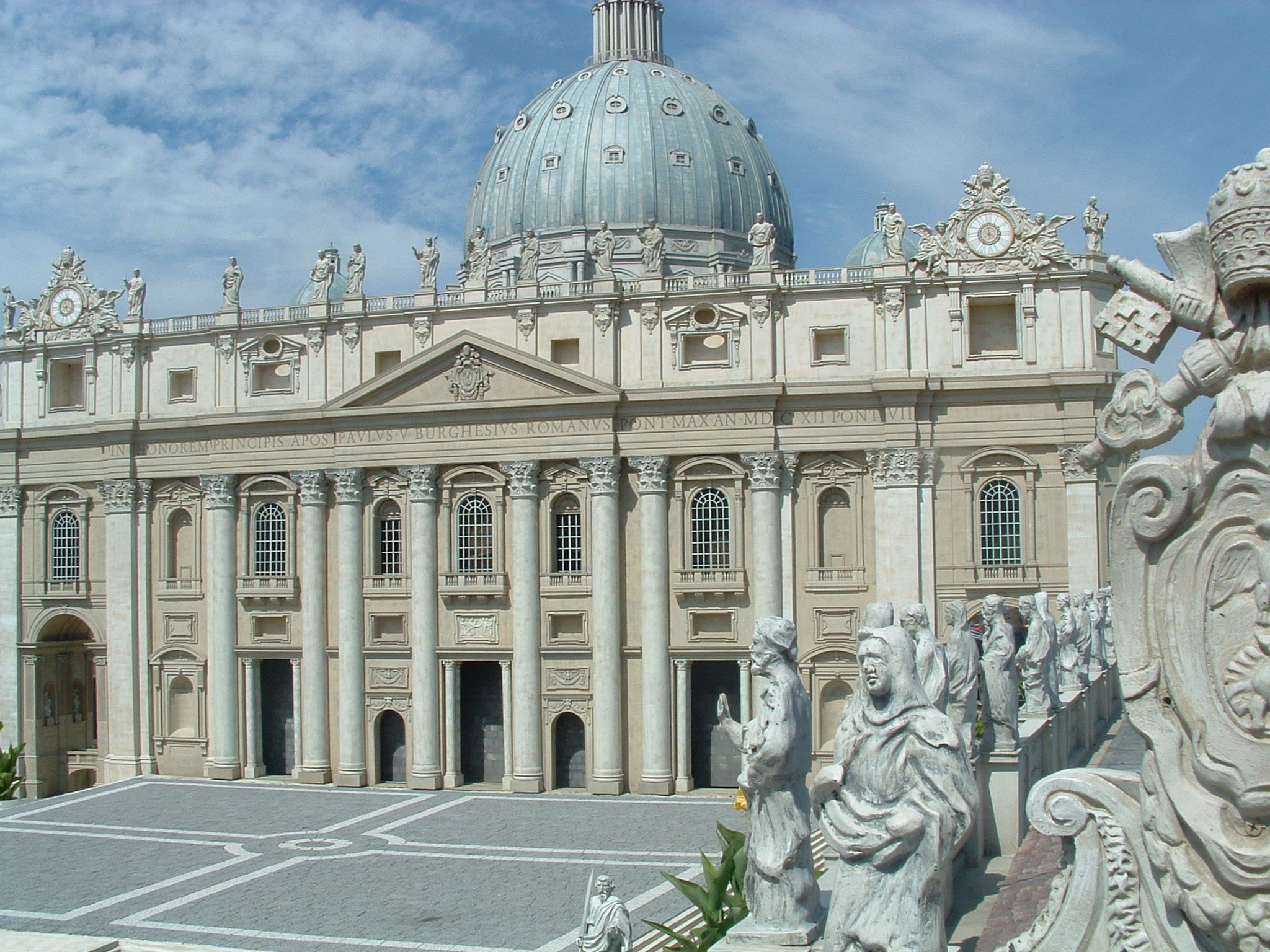
Plac Świętego Piotra w Parku Miniatur

Andrychów bywa określany turystyczną bramą Beskidu Małego.
Na terenie gminy można wypoczywać przez cały rok. Różnorodność oferty pozwala na uprawianie pieszej turystyki górskiej, rowerowej górskiej i nizinnej, konnej, sportów zimowych, wspinaczki skałkowej, wędkowania, lotniarstwa, myślistwa.
Gmina Andrychów jest w większej części położona w Beskidzie Małym i stanowi ważny ośrodek turystyki w regionie . Na jej terenie dynamicznie rozwija się turystyka (w szczególności agroturystyka).
Znaczną część gminy Andrychów zajmuje Beskid Mały. Okolice Leskowca oraz Przełęczy Kocierskiej są zagospodarowane (znajduje się tam infrastruktura turystyczna: hotel, karczma, schronisko, wyciągi narciarskie itp.). Na terenie gminy można uprawiać wspinaczkę skałkową na naturalnych ścianach w rejonie Łamanej Skały. W Andrychowie natomiast znajduje się sztuczna ściana wspinaczkowa o wysokości 14 metrów, szerokości 13,7 metra i przewieszeniu sięgającym 3,5 metra. Nasycenie chwytami jest standardowe, istnieje możliwość modyfikacji dróg. W znacznej części ściana jest pokryta panelami imitującymi rzeźbę skalną. Równocześnie na ściance może się wspinać 28 osób.
W Inwałdzie działa Mini Zoo Kucyk, gdzie można uczyć się jazdy konnej. W gminie działają również inne stadniny i miejsca związane z jazdą konną: Stadnina pod Dębami, Gospodarstwo agroturystyczne „u Bogusi”, Szkółka Jeździecka w Inwałdzie oraz Stajnia Hucuł.
Na terenie gminy znajduje się Schronisko PTTK Leskowiec, będące węzłem szlaków turystycznych w Beskidzie Małym.
Do atrakcji turystycznych należy zaliczyć:
- Leskowiec (punkt widokowy)
- Groń Jana Pawła II
- rezerwat Madahora
- grota Komonieckiego
- Przełęcz Kocierska

Obiekty narciarskie na terenie gminy Andrychów:
- W Rzykach-Praciakach: SKI-Centrum Pracica z dwuodcinkowym wyciągiem talerzykowym o długości 1000 m, różnicy poziomów 220 m i przepustowości 1700 os./godz. W SKI-Centrum Pracica znajdują się następujące trasy: Trasa 1 (700 m, stopień trudności czerwona, naśnieżenie, ratrak, oświetlenie), Trasa 2 (900 m, niebieska, ratrak), Trasa 3 (450 m, czerwona, naśnieżenie, ratrak), Trasa 3a (300 m, czerwona, naśnieżenie, ratrak), Trasa 4 (niebieska, ratrak).
- W Sułkowicach znajduje się Skocznia Beskidek.

## Kultura

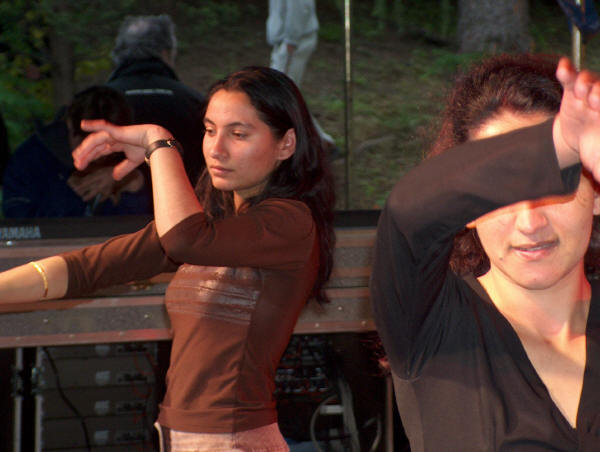
Piknik Romski w Andrychowie

W Andrychowie organizowane są liczne wystawy, koncerty, konkursy, działają organizacje społeczne. W gminie żywe są tradycje góralskie, ludowe.
W każdej wsi gminy działają filie Centrum Kultury i Wypoczynku w Andrychowie organizujące różne imprezy kulturalne, pełniące role lokalnych świetlic.
W gminie działa Miejska Biblioteka Publiczna w Andrychowie posiadająca filie w: Inwałdzie, Roczynach, Sułkowicach-Bolęcinie, Sułkowicach Łęgu, Targanicach, Zagórniku.
Znajdują się tutaj również następujące muzea:
- Muzeum Historyczno-Etnograficzne w Andrychowie,
- Izba Regionalna prowadzona przez Towarzystwo Miłośników Andrychowa,
- prywatna izba regionalna Marii Magierowej w Brzezince.

## Oświata
W gminie Andrychów znajdują się:
- dwa ośrodki zamiejscowe: Uniwersytetu Śląskiego filia w Cieszynie oraz Politechniki Krakowskiej,
- pięć szkół średnich,
- dwanaście szkół podstawowych,
- jedenaście przedszkoli.